# Pinturitas
Las biscotelas-bizcotelas sinaloenses son un plato típico de México. Del estado de Sinaloa, de la región de Mocorito principalmente y municipios como Salvador Alvarado en la ciudad de Guamúchil y Culiacán. Son pequeñas galletas artesanales que están elaboradas con harina de trigo. La única diferencia reside en que pueden contener piloncillo, vainilla o canela. Se les llama así por el color que adquieren al agregar estos ingredientes y por ser pequeñas. Se hacen de diferentes formas, como rombos, círculos, corazones o figuras geométricas. También reciben ese nombre a pesar de no contener ninguno de esos ingredientes.